# الف دین
الف دین (انگلیسی: Alf Dean; ۲ ژانویهٔ ۱۸۷۷ – ۱ ژانویهٔ ۱۹۵۹ aged 81) بازیکن فوتبال اهل بریتانیا بود.
از باشگاه‌هایی که در آن بازی کرده‌است می‌توان به باشگاه فوتبال وست برومویچ آلبیون، باشگاه فوتبال ناتینگهام فارست، باشگاه فوتبال داندی، باشگاه فوتبال سوئیندون تاون، باشگاه فوتبال گریمزبی تاون، باشگاه فوتبال میلوال، باشگاه فوتبال بریستول سیتی، و باشگاه فوتبال والسال اشاره کرد.